# La señora Dalloway
La señora Dalloway (título original en inglés, Mrs. Dalloway) es la cuarta novela de Virginia Woolf, publicada el 14 de mayo de 1925. Detalla un día en la vida de Clarissa Dalloway, en la Inglaterra posterior a la Primera Guerra Mundial. 
La novela sigue a Clarissa Dalloway a través de un solo día en Inglaterra después de la Gran Guerra en una narrativa de estilo de flujo de consciencia. Construida a través de dos pequeñas historias que Woolf había escrito previamente («La señora Dalloway en Bond Street» y su inconclusa «El Primer Ministro») la historia de la novela son los preparativos de Clarissa para una fiesta que va a ofrecer esa noche. En otoño de 1922, Woolf comenzó a pensar en el relato «La señora Dalloway» como el primer capítulo de su nueva novela, y completó el manuscrito a finales del otoño de 1924. Usando la perspectiva interior de la novela, Woolf se mueve hacia atrás y adelante en el tiempo, y dentro y fuera de la mente de varios personajes para construir una imagen completa, no sólo de la vida de Clarissa, sino de la estructura social de entreguerras.
Debido a similitudes estructurales y estilísticas, comúnmente se cree que La señora Dalloway es una respuesta al Ulises de James Joyce, un texto que es admirado como una de las grandes novelas del siglo XX, algo que Woolf anticipó, elogiando la obra en su ensayo "Modern Fiction". Sin embargo la Hogarth Press, administrada por ella y su esposo Leonard, no pudo publicar el Ulises en Inglaterra debido, entre otras causas, a las restricciones de uso de lenguaje obsceno que regían en Inglaterra en la época. Fundamentalmente, sin embargo, La señora Dalloway explora en nuevos terrenos y busca presentar un aspecto diferente de la experiencia humana.
La revista Time incluyó la novela en su lista de 100 mejores novelas en lengua inglesa entre 1923 y 2005.
La señora Dalloway es posiblemente la novela más conocida de Woolf, debiéndose en parte de su reciente popularización por la novela de Michael Cunningham, Las horas, y la película del mismo nombre de Stephen Daldry.
El 1 de enero de 2021, La señora Dalloway pasó a ser de dominio público en los Estados Unidos.

## Análisis
La novela por sí misma se preocupa de numerosos temas. Prominentemente son ciertamente, el feminismo y la locura, en los personajes aparejados de Clarissa Dalloway y Septimus Warren Smith. Como un comentario en la sociedad entre guerras, el personaje de Clarissa remarca el rol de las mujeres como el proverbial "Angel en la Casa" y personifica la represión sexual y económica. Septimus, como el héroe de guerra traumatizado, opera como una afilada crítica del tratamiento de la locura y la depresión. Woolf azota al discurso médico a través del deterioro de Septimus y su suicidio final. Similitudes entre la condición de Septimus y las propias peleas de Woolf con la depresión maniaca (Ambos alucinan que las aves cantan en griego, y Woolf alguna vez intentó lanzarse por una ventana como Septimus finalmente hace) llevan a muchos a leer un aspecto fuertemente autobiográfico en el personaje de Septimus. En definitiva, la novela sirve como comentario en un amplio espectro de temas, desde el colonialismo (en Peter Walsh), el comercialismo y la medicina, hasta el feminismo, la bisexualidad (Sally Seton), y la política.
Adoptando el recurso del argumento usado por James Joyce en Ulises, la narrativa presente en La señora Dalloway está diseñada como la secuencia de un solo día de junio. La novela abre convencionalmente con la oración, 'La señora Dalloway dijo que ella misma compraría las flores' (3). Este es el evento exterior, tomando prestada la terminología de Eric Auerbach en su ensayo sobre Woolf, 'The Brown Stocking' (publicado por primera vez en 1946) que la presenta como una escritora modernista, por excelencia, en que inmoviliza la historia que sigue. Lo que sigue, sin embargo, es una zambullida en el pasado de Clarissa Dalloway y dentro de sus memorias del aire abierto en Bourton donde pasó su adolescencia mucho antes de que se convirtiera en la señora Dalloway. Sus recuerdos de esos tiempos la llevan a pensar en Peter Walsh como era entonces: recuerda sus palabras ¿Reflexionando entre los vegetales?, o algo así, no puede ser exacta. Pero también piensa en él en el presente: 'Estaría de vuelta de la India uno de esos días, junio o julio, olvidó cuál' (2-3). Un párrafo después, está de vuelta en la calle, esperando que pase la furgoneta de Durtnall para poder cruzar la calle e ir a comprar las flores. Ya es de por sí aparente en esos párrafos inaugurales que el pasado está íntimamente involucrado con el presente. El pasado no es sólo el antecedente del presente, se convierte parte de él por virtud de la asociación de Clarissa de la frescura de la mañana de junio con Bourton y Peter. La fluidez del movimiento entre el pasado y el presente, lo cual suaviza y empaña las líneas de su oposición tradicional, es enfatizada por la igual vaguedad del recuerdo de Clarissa de las palabras de Peter en Bourton: '¿Reflexionando entre los vegetales?'--¿Qué era eso?--Prefiero hombres a las coliflores'--¿Qué era eso?' y su indecisión sobre el mes de su regreso de la India, 'junio o julio, olvidó cuál'.
En esta novela, todas las acciones (excepto los flashbacks) ocurren durante un solo día en el mes de junio. El recurso que Woolf maneja es el fluir de la consciencia el cual se basa en que cada escena es seguida de cerca a través de los pensamientos de un personaje particular. En varias ocasiones, una misma escena presenta diferentes puntos de vista haciendo que los monólogos interiores se intercalen, como ocurre cuando varios personajes se encuentran en la misma plaza (sin conocerse entre sí) reflexionando uno sobre el otro. A lo largo de toda la novela Woolf pasa del discurso directo al indirecto alternando la narración con descripciones y comentarios de un narrador omnisciente, agregando monólogos interiores, diferentes puntos de vista de al menos veinte personajes diferentes. Sin embargo, la novela se enfoca en Clarissa Dalloway y en Septimus.
Durante la fiesta de la señora Dalloway, ésta se entera del suicidio de Septimus, del que nunca había oído hablar. Al principio se horroriza de que dicho tema tenga lugar en ese momento pero luego, gradualmente, comienza a admirar el acto de este extraño, considerándolo como una muestra del esfuerzo para preservar la pureza de la felicidad.
El plan original que Virginia Woolf tenía para esta novela era hacer que Clarissa se suicidase durante la fiesta.

## Valoración
Sólo tras la publicación de La señora Dalloway y Al faro, los críticos comenzaron a elogiar la originalidad literaria de Virginia Woolf. En estas obras llaman ya la atención la maestría técnica y el afán experimental de la autora, quien introducía además en la prosa novelística un estilo y unas imágenes hasta entonces más propios de la poesía. La intensidad de la visión poética de Virginia Woolf eleva los ambientes ordinarios, a veces banales —a menudo entornos en época de guerra—, de la mayor parte de sus novelas. Por ejemplo, La señora Dalloway (1925) se centra en los esfuerzos de Clarissa Dalloway, una mujer de sociedad de mediana edad, por organizar una fiesta, incluso al tiempo en que su vida encuentra paralelismos con la de Septimus Warren Smith, un veterano de clase trabajadora que ha regresado de la Primera Guerra Mundial con hondas cicatrices psicológicas.

## Adaptaciones e impacto posterior
Una versión fílmica de La señora Dalloway fue hecha en 1997 por la directora feminista holandesa Marleen Gorris. Fue adaptada de la novela de Woolf por la actriz británica Eileen Atkins y protagonizada por Vanessa Redgrave en el papel principal. El reparto incluyó a Robert Hardy, Natascha McElhone, Rupert Graves, Michael Kitchen, Alan Cox, y Sarah Badel.
A partir de 2018 la Royal Society of Literature celebra el Dalloway Day, un miércoles a mitad del mes de junio, como contrapunto del canon moderno femenino al Bloomsday que conmemora la novela Ulises de Joyce.